# Reserveoffizier
Reserveoffiziere sind Reservisten, die einen Offizierdienstgrad führen.

## Bundeswehr

### Definition
Reserveoffizier der Bundeswehr ist, wer einen Dienstgrad trägt, der gemäß Anordnung des Bundespräsidenten über die Dienstgradbezeichnungen und die Uniform der Soldaten den Offizieren vorbehalten ist und einer der Laufbahnen der Reserve zugeordnet ist. Gemäß Zentraler Dienstvorschrift 14/5 sind die Dienstgrade der Dienstgradgruppen Generale, Stabsoffiziere, Hauptleute und Leutnante den Offizieren vorbehalten.

### Befehlsbefugnis und Dienststellungen
Beorderte Reserveoffiziere sind entsprechend ihrem Dienstgrad für Dienststellungen eingeplant, die denen der anderen Offiziere entsprechen. Reserveoffiziere in einem Wehrdienstverhältnis werden wie alle anderen entsprechenden Offiziere verwendet. Hinsichtlich Befehlsbefugnis auf Grundlage der Vorgesetztenverordnung und hinsichtlich Disziplinarbefugnis aufgrund der Wehrdisziplinarordnung sind Reserveoffiziere in einem Wehrdienstverhältnis den sonstigen Offizieren gleichgestellt.

### Ernennung
Für die Deckung des Personalbedarfs der Reserveoffiziere ist seit 2012 die Abteilung VI des Bundesamts für Personalmanagement der Bundeswehr (BAPersBw) zuständig; zuvor war die Abteilung V des Personalamtes der Bundeswehr damit betraut. Das BAPersBw verfolgt dazu drei Wege:
- Weiterbildung ehemaliger aktiver Offiziere als Reserveoffizier;
- Zulassung, Ausbildung und Prüfung von Reserveoffizier-Anwärtern;
- Einstellung von gedienten oder ungedienten Seiteneinsteigern mit akademischer Vorbildung.

Die Eignungsfeststellung erfolgt im zentralen Assessmentcenter für Führungskräfte der Bundeswehr (ACFüKrBw), der vormaligen Offizierbewerberprüfzentrale in Köln; bis 2012 prüften Heer und Marine in den Zentren für Nachwuchsgewinnung (heute: Karrierecenter der Bundeswehr). Die Bundeswehr stellte folgendes Anforderungsprofil für die Laufbahn der Reserveoffiziere auf:
- „ausgeprägte Einsatz- und Verantwortungsbereitschaft, die Eignung zur Menschenführung und Fähigkeit zur Teamarbeit,“
- „Selbstständigkeit und Vorbildfunktion besonders in schwierigen Lagen,“
- „Planungs- und Organisationsvermögen, betriebswirtschaftliches Handeln,“
- „ausgeprägt leistungsorientierte Lernbereitschaft und -fähigkeit,“
- „hohe physische und psychische Belastbarkeit und sportliche Leistungsfähigkeit.“

### Beförderung
Die Reserveoffiziere werden nach Bedarf sowie Eignung, Leistung und Befähigung befördert, i. d. R.:
- Leutnant/Leutnant zur See
- Oberleutnant/Oberleutnant zur See
- Hauptmann/Kapitänleutnant
- Major/Korvettenkapitän
- Oberstleutnant/Fregattenkapitän
- Oberst/Kapitän zur See

Die Beförderungsreihenfolge der Reserveoffiziere in den Laufbahnen des militärfachlichen Dienstes, des Geoinformationsdienstes, des Sanitätsdienstes und des Militärmusikdienstes weicht von oben genannter Dienstgradfolge ab. Für die Sanitätsoffiziere (Human- und Veterinärmediziner, Pharmazeuten und Zahnmediziner) gelten darüber hinaus eigene Dienstgrade.
In der Geschichte der Bundesrepublik wurden vereinzelt Personen in einer der Laufbahnen der Reserve in die Dienstgradgruppe der Generale befördert. Zum Brigadegeneral: Hans-Adolf von Blumröder, Hans Wilhelm Busch, Peter Dade, Heinz Herre, Friedrich August Freiherr von der Heydte, Horst Kraehe, Horst Niemack, Eberhard Graf von Nostitz, Dieter Seegers-Krückeberg, Adolf Wicht, Hans-Heinrich Worgitzky; zum Generalmajor: Wolfgang Langkau; und zum Generalleutnant: Reinhard Gehlen. Fast alle Reserveoffiziere, die in der Bundeswehr in einen der Generalsdienstgrade befördert wurden, waren im zivilen Beruf hochrangige Mitarbeiter des Bundesnachrichtendienstes (BND) oder der Deutschen Bundespost. Der zivile BND sollte im Verteidigungsfall in die militärischen Kommandostrukturen der internationalen NATO eingegliedert werden. Die leitenden Beamten des BND benötigten deswegen entsprechend hohe Reservedienstgrade, um im Kriegsfall auf Augenhöhe mit den Generalen der verbündeten Militärnachrichtendienste arbeiten zu können.

### Geschichte
1967 wurden im Auftrag des Bundesministeriums der Verteidigung (BMVg) wehrsoziologische Untersuchungen von Rudolf Warnke unter Mitarbeit von Wilhelm Bierfelder durchgeführt. Den Ergebnissen nach wurden Reservisten im Durchschnitt mit 25 bis 26 Jahren zum Reserveoffizier befördert. Sehr häufig wurden die jungen Reserveoffiziere als Zugführer oder stellvertretende Kompaniechefs eingesetzt. Mehrheitlich waren die Befragten Studenten der Rechtswissenschaft, Philologie und Pädagogik, gefolgt von Wirtschafts- und Sozialwissenschaft.

### Reservisten in Auslandseinsätzen
Bei entsprechender Qualifikation können sich Reserveoffiziere für einen Auslandseinsatz im Sinne einer besonderen Auslandsverwendung bewerben. Unter den bisher während der Auslandseinsätze der Bundeswehr ums Leben gekommen deutschen Soldaten sind zwei Reserveoffiziere. Bei Selbstmordanschlägen in Afghanistan fielen 2005 ein Oberstleutnant und 2007 ein Hauptmann.

### Interessensvertretung
Viele tausende Reserveoffiziere der Bundeswehr sind im Reservistenverband und den dortigen regionalen Arbeitskreisen Reserveoffiziere (AKRO) organisiert, welche ihrerseits auf internationaler Ebene in der Confédération Interalliée des Officiers de Réserve (CIOR) mit alliierten Reserveoffiziersvereinigungen zusammenarbeiten.

## Nationale Volksarmee
Die Nationale Volksarmee gewann ihre Reserveoffiziere vorrangig unter den Studenten der Hoch- und Fachschulen.
An diesen Schulen wurde, wie auch beim obligatorischen Reserve-Wehrdienst
während des Studiums, für die Bewerbung als Reserveoffizieranwärter massiv geworben.
Da die Übungen der Reserveoffiziere wesentlich kürzer waren als der drei Monate lange Reservistenwehrdienst der Mannschaften und Unteroffiziere, hatte die Laufbahn auch eine gewisse Attraktivität.

## Wehrmacht
Siehe auch: Liste der Kapitäne zur See der Reserve der Kriegsmarine

## Preußische Armee
Mit Einführung der allgemeinen Wehrpflicht im Zuge der Preußischen Heeresreform (1807–1814) von Scharnhorst, Gneisenau, Boyen und Clausewitz stieg auch die Bedeutung der Reservisten für das Militär an. Im Kaiserreich genoss der „bürgerliche Reserveoffizier“ hohes Ansehen. Die Bedeutung, die dem Militär zu dieser Zeit zukam, findet sich in den Worten des Philologen Ulrich von Wilamowitz-Moellendorff wieder:

„Ich war damals schon jahrelang Professor wie heute, dachte und denke nicht gering von meinem Lehramte. […] Aber wie geringfügig kam alles, was unsereiner leisten kann, demgegenüber vor was mein Hauptmann mit seiner […] Arbeit erreichte, der Erzieher, der Hochschullehrer des Volkes.“

Nach der Beförderung übten die ausgebildeten Reserveoffiziere in der Landwehr. Mit den Roonschen Reformen von 1860 dienten sie fortan in allen Waffengattungen. Im Jahr 1914 zählte die Statistik mehr als 120.000 Reserveoffiziere in den Dienstgraden von Leutnant bis Major. Der Historiker Heiger Ostertag urteilte über ihre Leistungen im Ersten Weltkrieg positiv, nämlich dass sie

„militärische Leistungsträger waren und – unter Berücksichtigung ihrer relativ kurzen Ausbildungszeit – die aktiven Offiziere voll ersetzten.“

Überwiegend stammten die Reserveoffiziere aus bürgerlichen Familien. Ihre Väter waren meist Beamte, Gutsherren, Industrielle und Angehörige der freien Berufe (Rechtsanwälte, Ärzte etc.). Reserveoffiziere nahmen mitunter im zivilen Berufsleben leitende Funktionen in Wirtschaft und Verwaltung wahr. Der Historiker Friedrich Meinecke formulierte 1946 die Stellung des Offiziers in der preußisch-deutschen Gesellschaft in folgendem Satz:

„Der preußische Leutnant ging als junger Gott, der bürgerliche Reserveleutnant wenigstens als Halbgott durch die Welt“

Reserveoffiziere übernahmen allerdings ihre Kosten für Ausrüstung, Bekleidung, Unterbringung und Verpflegung selbst. Die gesamten Aufwendungen beliefen sich je nach Truppengattung auf zwischen 2000 und 3000 Mark. Damit wurden die Angehörigen der unteren Mittelschicht wie Handwerker und Volksschullehrer von dieser elitären Laufbahn de facto ferngehalten. Formal schrieb der Dienstherr den Bewerbern das Erreichen der Obersekundareife eines Gymnasiums vor. Diese sogenannten Einjährig-Freiwilligen dienten gemäß den Richtlinien nur ein Jahr anstelle von drei Jahren im Heer oder bei der Marine.
Dem fähigsten Drittel ermöglichte das aktive Offizierskorps seines Truppenteils durch Zuwahl den Aufstieg zum Reserveoffizier. Die Anwärter erhielten nach bestandener Prüfung das Offizierspatent zum Leutnant der Reserve ernannt. Damit waren sie hoffähig.
Ganze Bevölkerungsschichten wie Katholiken, Atheisten und Mitglieder der Sozialdemokratischen Partei wurden systematisch diskriminiert und weniger befördert. Allen voran Bürger jüdischen Glaubens wurden vom Offiziersstand fast vollständig ausgeschlossen. Im Jahr 1911 gab es im Königreich Preußen lediglich 21 ältere jüdische Reserveoffiziere, die vor 1885 befördert wurden. Bekanntestes Beispiel für die antisemitische Haltung der Armee wurde der Fall des liberalen Politikers Walther Rathenau, der trotz seiner großbürgerlichen Herkunft nicht in das Offizierskorps aufgenommen wurde. Nur im Königreich Bayern (und bedingt im Königreich Sachsen) zählte man 1912 eine nennenswerte Anzahl von jüdischen Reserveoffizieren, in erster Linie Ärzte und Veterinäre, die Offiziersrang hatten.

## Streitkräfte der Vereinigten Staaten

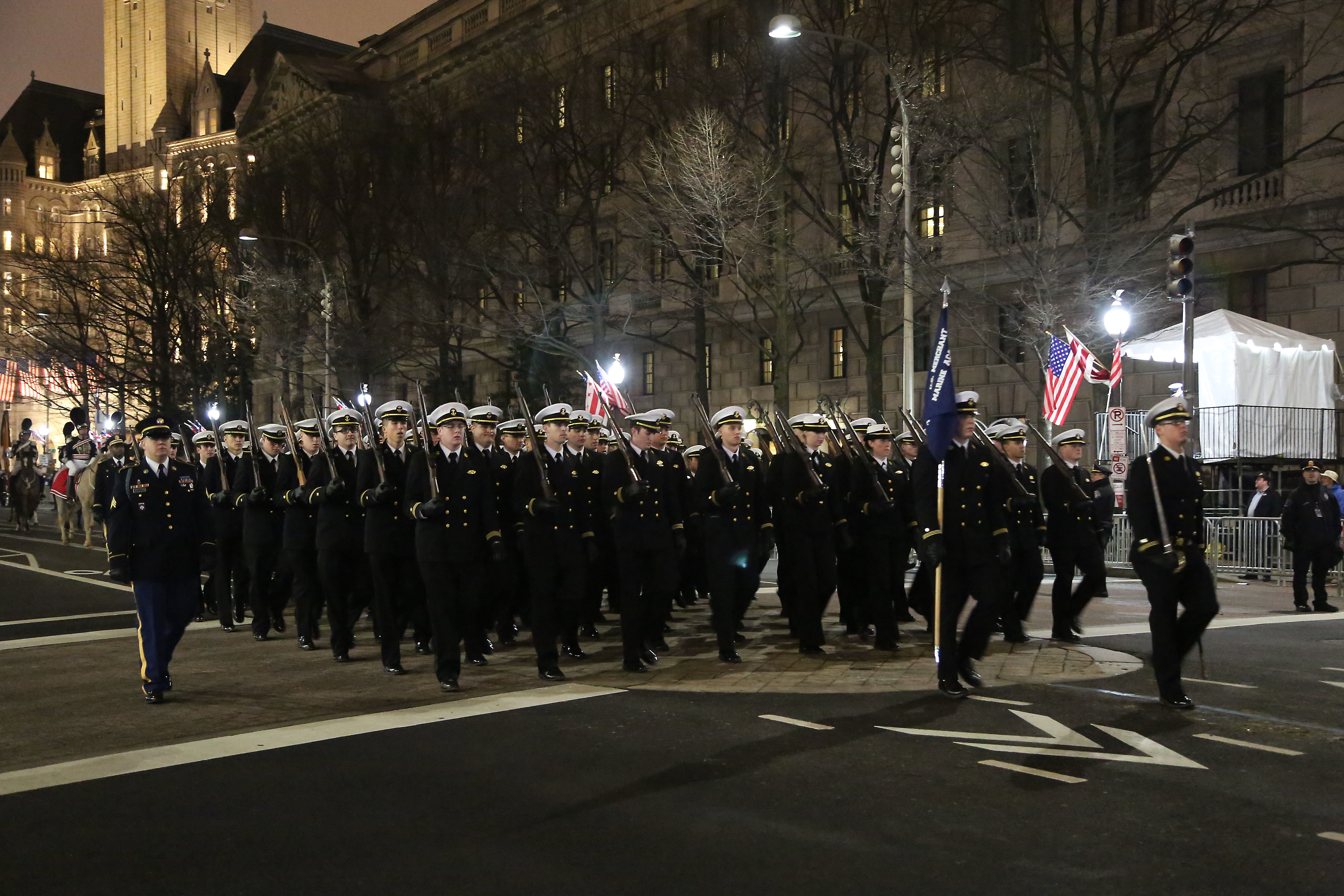
Offizieranwärter der United States Merchant Marine Academy bei einer Parade

Das System der Offizierausbildung in den Vereinigten Staaten unterscheidet grundsätzlich nicht zwischen der Ausbildung zum (aktiven) Offizier oder Reserveoffizier. Damit durchlaufen die Offizieranwärter der Reservetruppenteile gemeinsam mit den aktiven Offizieranwärtern die Ausbildung gemeinsam. Spezielle Ausbildungsgänge für Reserveoffizieranwärter in Teilzeit gibt es nur in der Nationalgarde des Heeres. Offiziere der Nationalgarde erhalten ein Doppelpatent (englisch Double-Commission) vom Gouverneur ihres Bundesstaates und gleichzeitig vom Präsidenten der Vereinigten Staaten.
Grundsätzlich verpflichten sich Offizieranwärter in den US-Streitkräften freiwillig für eine Gesamtdienstzeit von acht Jahren, die sich aus der Dienstzeit in einer aktiven Einheiten und in der Reserve zusammensetzt. Nach Ablauf der vertraglichen aktiven Dienstzeit werden sie einer Einheit als Reserveoffizier zugeteilt. Reserveoffiziere, soweit sie nicht längerfristig aktiven Dienst innerhalb der Streitkräfte leisten, unterstehen folgenden Status:
- Selected Reserve sind Reserveoffiziere, die der Inübunghaltung unterliegen. Dabei sind die Drilling Reserve bei der Reservekomponenten der Teilstreitkräfte, Active Guard Reserve bei der Nationalgarde und Individual Mobilization Augmentees bei aktiven Einheiten der Streitkräfte zugeordnet. Die regelmäßige Inübunghaltung bedeutet mindestens ein Wochenende pro Monat und zwei Wochen pro Jahr. Offiziere in speziellen Verwendungen wie Spezialkräfte oder Piloten haben aber eine Übungsverpflichtung größeren zeitlichen Umfangs, um die Fähigkeiten in ihrer Verwendung zu erhalten.[19]
- Individual Ready Reserve oder Inactive National Guard sind Reserveoffiziere, die keiner Pflicht zur Inübunghaltung unterliegen. Militärdienstpflichtige Angehörige des Reserve Officer Training Corps gehören ebenfalls zu dieser Kategorie.
- Die Retired Reserve sind alle Reserveoffiziere, die nach einer mindestens zwanzigjährigen Dienstzeit als aktiver Soldat oder Reservist Pensionszahlungen erhalten oder später einen Pensionsanspruch besitzen. Mit Versetzung in diesen Status (von der aktiven Einheit oder der Reserveeinheit) sind zu keiner Inübunghaltung mehr verpflichtet, können aber individuell wieder in den aktiven Dienst oder aktive Reserve versetzt werden, solange sie das sechzigste Lebensjahr nicht vollendet haben. Mit dem 60. Lebensjahr werden sie aus der Reserve verabschiedet und können ihren Dienstgrad mit dem Zusatz retired weiterführen.

Einen allgemeinen Status für Reserveoffiziere wie in Deutschland mit der Allgemeinen Reserve gibt es in den Vereinigten Staaten nicht. Ein Reserveoffizier, der nicht zur Mobilisierung zur Verfügung steht und damit keiner der obengenannten Kategorien zugehört, verliert seinen Status. Er ist nicht mehr berechtigt, seinen letzten Dienstgrad zu führen oder Privilegien aus dem Reservestatus wahrzunehmen.

### Nationalgarde
Offizieranwärter der Nationalgarde besuchen im Regelfall ein Offizieranwärterschule oder speziellen Offizierlehrgang. Die Officer Training School der Luftwaffe bietet hier einen verkürzten Lehrgang für Reserveoffizieranwärter der Air National Guard an. Bei der Army National Guard bestehen drei Möglichkeiten:
- Besuch des Lehrgangs der Officer Candidate School des Heeres mit den Offizieranwärtern der aktiven Truppenteile,
- Besuch eines Offizierlehrgang an einem Regional Training Institute des Bundesstaates mit einem Wochenende pro Monat und einer zweiwöchigen Abschlusslehrgang in einem Zeitraum von 18 Monaten,
- Besuch eines speziellen Offizierlehrgangs der Nationalgarde von acht Wochen Dauer in Vollzeit, den mehrere Bundesstaaten unregelmäßig anbieten.

### United States Merchant Marine Academy
Die United States Merchant Marine Academy der United States Maritime Administration in Kings Point, New York, bildet nautische Reserveoffiziere aus. Die Studenten werden für einen Beruf als Nautischer Offizier, Schiffsingenieur oder für die maritime Wirtschaft vorbereitet. Gleichzeitig sind sie Offizieranwärter der United States Navy Reserve. Neben fünf Jahren Dienst in der Handelsmarine oder maritimen Wirtschaft sind acht Jahre als Dienst als Reserveoffizier in einer Teilstreitkraft obligatorisch. Ein Drittel der Absolventen dient jedoch nach Abschluss direkt als aktiver Offizier in den Streitkräften.

### Reserve Officer Training Corps

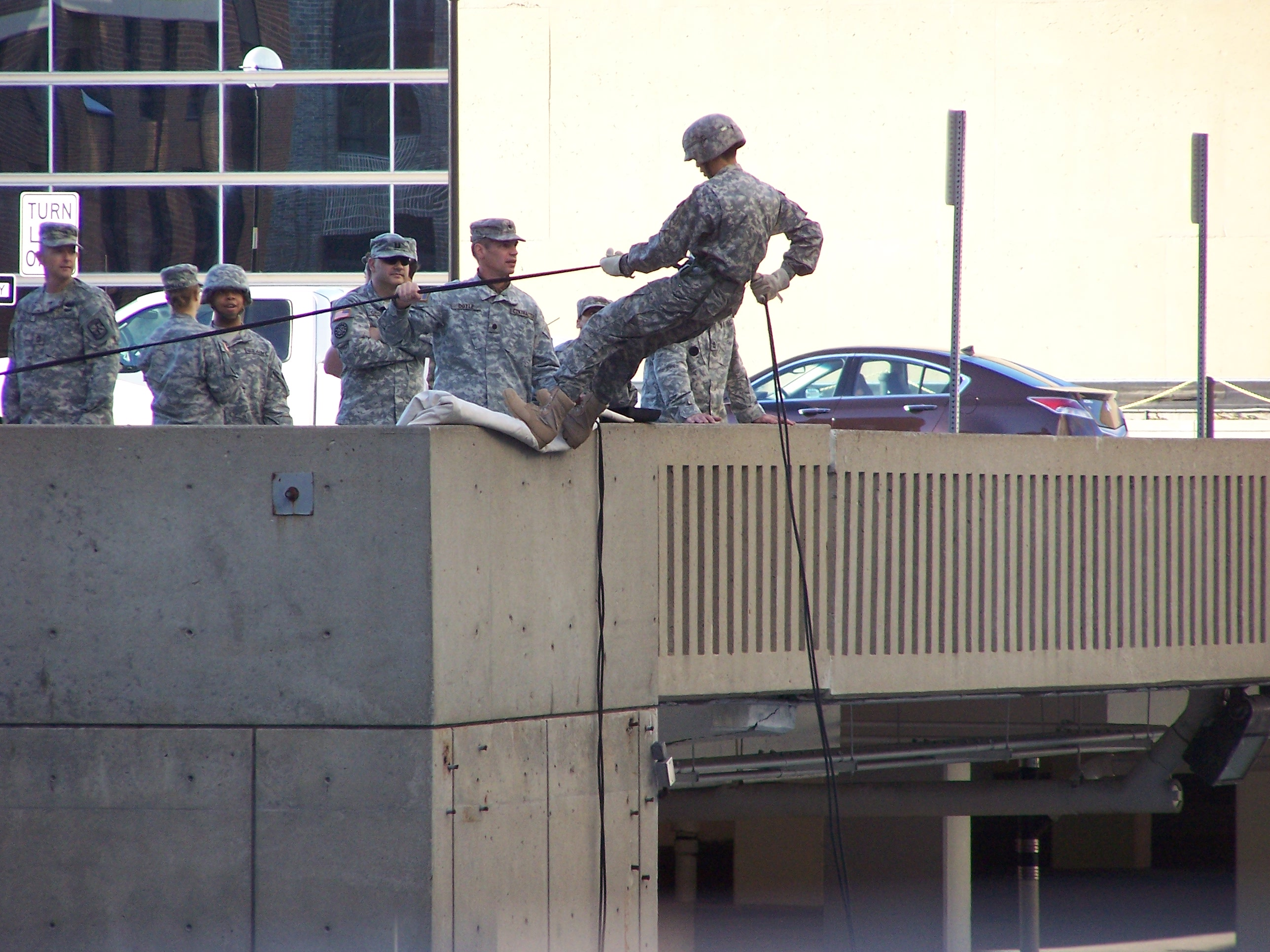
Offizieranwärter des ROTC auf dem Campus der University of Michigan

Das Reserve Officer Training Corps (ROTC deutsch etwa Reserveoffizier-Ausbildungskorps) ist ein Ausbildungsprogramm an Colleges und Universitäten zur Rekrutierung und Ausbildung von Offizieren. Für die inhaltliche Ausgestaltung sind die Teilstreitkräfte verantwortlich. Die Ausbildung im Rahmen des ROTC-Programms ist auf ein vierjähriges Grundständiges Studium zum Bakkalaureus ausgerichtet. Mit erfolgreichen Studienabschluss der Hochschule erhalten die Offizieranwärter das Offizierspatent, die Beförderung zum Leutnant oder Leutnant zur See und beginnen ihren Dienst als Offizier. Mindestdienstzeit für Absolventen des ROTC ist heute drei Jahre in der aktiven Truppe, bei Nutzung von Militärstipendien oder aufwändiger Ausbildung ist die Mindestdienstzeit länger. Der ausschließliche Dienst in der Reserve ist nur in Ausnahmefällen möglich. Der erfolgreiche Abschluss des ROTC wird im Abschlusszeugnis der Hochschule oft als Nebenfachabschluss in Military Science, Naval Science oder Aerospace Studies bescheinigt. Die Offizieranwärter des ROTC sind keine aktiven Soldaten und unterliegen nicht der Militärgerichtsbarkeit. In der letzten zwei Jahren der Ausbildung gehören sie aber zur Reserve ihrer gewählten Teilstreitkraft.

### Deutsches Kaiserreich
- Albert Dilthey: Der Einjährig-Freiwillige, der Reserveoffizier-Aspirant und der Offizier des Beurlaubtenstandes der Infanterie. Nach den neuesten Bestimmungen und Kriegserfahrungen in Rücksicht auf die kriegsmäßige Ausbildung völlig umgearbeitet. 54. Auflage. E.S. Mittler & Sohn, Berlin 1918.
- Emil Hartmann: Handbuch für Einjährig-Freiwillige, Reserveoffizier-Aspiranten und Offiziere des Beurlaubtenstandes der Pioniere. 8. Auflage. E.S. Mittler & Sohn, Berlin 1915.
- Hartmut John: Das Reserveoffizierkorps im deutschen Kaiserreich 1890–1914. Ein sozialgeschichtlicher Beitrag zur Untersuchung der gesellschaftlichen Militarisierung im Wilhelminischen Deutschland. Campus-Verlag, Frankfurt 1981, ISBN 3-593-32952-2.
- Max J. Loewenthal: Das jüdische Bekenntnis als Hinderungsgrund bei der Beförderung zum preußischen Reserveoffizier. Im Auftrag des Verbandes der Deutschen Juden. Hermann, Berlin 1911.
- Max J. Loewenthal: Jüdische Reserveoffizier. Im Auftrag des Verbandes der Deutschen Juden. R. Boll, Berlin 1914.
- Jens Riede: Das vorherrschende Bild des Offiziers/Reserveoffiziers in der preußischen Öffentlichkeit. In: Jens Riede: Offizier im Kaiserreich – Verkörperung der Gesellschaft? Eine Betrachtung der militärischen Führungskräfte unter besonderer Berücksichtigung Preußens 1871–1914. Institut für Allgemeine Erziehungswissenschaft der Helmut-Schmidt-Universität, Hamburg 2009, S. 99 ff. (= Hamburger Arbeiten zur Allgemeinen Erziehungswissenschaft Nr. 2)
- Jacob Rosenthal: Die Kampagne der deutschen Juden für den „Reserve-Offizier“. In: Jacob Rosenthal: Die Ehre des jüdischen Soldaten. Die Judenzählung im Ersten Weltkrieg und ihre Folgen (= Campus Judaica, Band 24). Campus-Verlag, Frankfurt 2007, ISBN 978-3-593-38497-9, S. 17 ff.
- Paul von Schoenaich: 100 Prüfungsaufgaben zur Reserveoffizier-Aspiranten- und Reserveoffizierprüfung bearb. f. Einj.-Freiw. u. Reserveoffizier-Aspiranten d. Kavallerie. 2 Teile, Fr. Engelmann, Leipzig 1905/06.
- Friedrich-Karl Surén: Der Reserveoffizier und Reserveoffizier-Aspirant auf dem Truppenübungsplatz: Praktisches Handbuch während des Kommandos. Nebst einem Anhang für die Leitung und die Lehrer. E.S. Mittler & Sohn, Berlin 1909.
- Wolfram Wette: Der bürgerliche Reserveoffizier. In: Wolfram Wette: Militarismus in Deutschland. Geschichte einer kriegerischen Kultur (= Fischer, 18149, Die Zeit des Nationalsozialismus). S. Fischer Verlag, Frankfurt 2011, ISBN 978-3-596-18149-0, S. 60 ff.

### Drittes Reich
- Friedrich Altrichter: Der Offizier des Beurlaubtenstandes. Handbuch für den Offizier und Offiziersanwärter des Beurlaubtenstandes aller Waffen. Mittler, Berlin 1936 [Ausg. 1935]. (15. neubearbeitete Auflage 1943: Der Reserveoffizier)

### Bundesrepublik Deutschland
- Hans-Ulrich Krantz: Handbuch für Reserveoffiziere. Wehr & Wissen Verlagsgesellschaft, Koblenz 1961.
- Hans Moll, Gottfried Schädlich: Kurzgefasstes Lehrbuch für den Reserveoffizier und (Res.-)Offz.-Anwärter. 2 Teile, E.S. Mittler & Sohn, Frankfurt am Main 1960.
- Rudolf Warnke (unter Mitarbeit von Wilhelm Bierfelder): Der übende Reserveoffizier 1967. Aus der Untersuchungsreihe „Der Offizier der Bundeswehr“. Herausgegeben vom Bundesminister der Verteidigung, Führungsstab der Streitkräfte I/7, 1970. (= Schriftenreihe Innere Führung. Reihe: Führungshilfen Wehrsoziologische Studien, Heft 8)